# 선점이론
선점이론(preemption)은 미국 헌법상 이론으로 연방법과 명시적으로 모순되거나, 연방법의 입법취지에 어긋나는 각 주의 법령은 그 범위내에서 효력을 상실한다는 원칙이다. 이는 미국 헌법 제6조의 연방법률 우위의 원칙에 근거한다. 

## 종류
- 명시적 선점
- 묵시적 선점